# Club Deportivo El Vencedor
El Club Deportivo El Vencedor, comúnmente conocido como El Vencedor, es un club de fútbol profesional salvadoreño con sede en Santa Elena, Departamento de Usulután, El Salvador. Jugará en la Liga de Ascenso.

## Historia reciente

### Ascenso a primera
El Vencedor ganó el título de Apertura 2018, después de que derrotaron a Platense 4-1 en punto penal después de empatar en una serie de dos patas. 
Este título fue seguido con el evento más glorioso en la historia del club, ya que El Vencedor pudo derrotar una vez más a San Pablo Tachico (quien fue el campeón Clausura 2019) en un playoff de promoción 6–5 después de los penaltis, después de empatar 0–0, lo que permitió al club jugar en la primera división por primera vez en su historia.

### Descenso a segunda
Según los informes, la propiedad de El Vencedor había experimentado pérdidas operativas de miles de dólares desde que El Vencedor se unió a la división de Primera. El presidente del club, Marlon Claros, declaró que debido a la falta de apoyo corporativo para el equipo cedió la categoría. Después del cierre de la temporada acortada Clausura 2020 debido a la pandemia del virus COVID-19, el club finalmente se separó de su lugar ante el Atlético Marte.

## Palmarés

#### Torneos nacionales
| Títulos                               | Subcampeonatos                                  |  |
| ------------------------------------- | ----------------------------------------------- |  |
| Primera División de El Salvador (0/0) |                                                 |  |
| Copa El Salvador (0/0)                |                                                 |  |
| Liga de Ascenso de El Salvador (1/0)  | Ap. 2018                                        |  |
| Tercera División de El Salvador (1/0) | Compra de Categoria a Luis Angel Firpo (Filial) |  |

## Jugadores notables
- Sergio Méndez
- Juan José Polío
- Michell Mercado
- Jhon Machado
- Nicolás Muñoz